# محمد حمد ساتي
محمد حمد ساتي (1913، شندي - 15 مارس 2005) طبيبًا سودانيًا دافع عن البحوث الطبية الاستوائية في السودان لدرجة أنه يُذكر بأنه رائد البحث الطبي في السودان.
لم يكن لدى ساتي عيادة خاصة طوال حياته المهنية وكان له نهج خيري للغاية في الطب. كان معروفًا بكونه معلمًا ترفيهيًا يربط المعلومات العلمية بقصص من عمله الميداني. حصل ساتي على جائزة شوشة من منظمة الصحة العالمية، ووسام النيلين أعلى وسام في السودان. تم إنشاء مؤسسة الدكتور ساتي للأبحاث الطبية على شرفه.

## النشأة والتعليم
ولد ساتي في شندي بالسودان عام 1913. توفي والده وعمره 15 سنة.
التحق بالمدارس الابتدائية والمتوسطة في عطبرة، قبل أن يلتحق بكلية غوردون التذكارية القديمة (المدرسة الثانوية) عام 1927. تخرج بدبلوم كلية الطب في كيتشنر ( DKSM ) من كلية الطب في كيتشنر (الآن كلية الطب، جامعة الخرطوم )، في عام 1935 حيث التقى التيجاني الماحي.

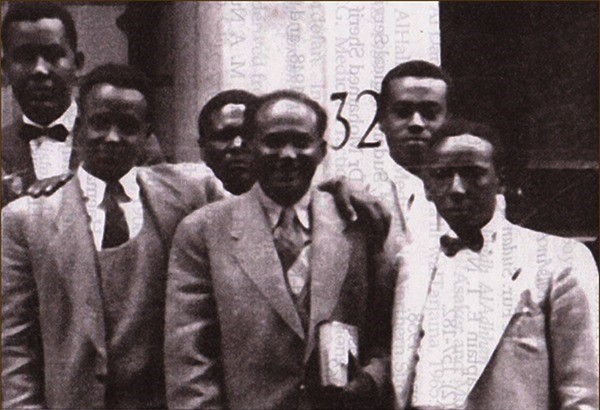
ساتي في المركز في كاليفورنيا. 1952، المملكة المتحدة

ثم بدأ ساتي تدريبه الطبي كطبيب في المناطق الموبوءة بداء الليشمانيات بين عامي 1936 و 1946 بما في ذلك سنجة وبورتسودان. التحق بمختبرات ستاك للأبحاث الطبية في عام 1946، قبل أن ينتقل إلى المملكة المتحدة ويكمل درجة الدراسات العليا في الطب الباطني (1952-1954) حيث كان أيضًا رئيسًا لجمعية الطلاب السودانيين في المملكة المتحدة. بمجرد عودته إلى السودان، تم تعيينه خبيرًا في علم الحيوان الطبي، حيث بدأ بدراسة حول تفشي داء الليشمانيات الحشوي، في عام 1956، قبل أن يذهب إلى الولايات المتحدة ويكمل درجة الماجستير في الصحة العامة في كلية جونز هوبكنز للنظافة والصحة. الصحة العامة، بالتيمور.

## الحياة مهنية
تم انتخاب ساتي عضوًا في الفريق الاستشاري لمنظمة الصحة العالمية للأمراض الطفيلية (1962-1980). كما أصبح مديرًا لمختبرات ستاك للأبحاث الطبية (1963-1968)، خلفًا لمنصور علي حسيب الذي ترك المنصب ليصبح أول عميد سوداني لكلية الطب، جامعة الخرطوم.
شغل ساتي عدة مناصب في وزارة الصحة السودانية. عمل مدرسًا في كلية الطب بجامعة الخرطوم (1946-1948، 1963-1969) وباحثًا في علم الجراثيم وعلم الحيوان الطبي وعلم الأوبئة والطب الشرعي وعلم الأمراض. وضع الأساس للعديد من المعامل ومراكز أبحاث طب المناطق الحارة في السودان والتي تشمل المختبرات الصحية الوطنية، ومعهد السرطان لأبحاث أمراض المناطق المدارية، ومجلس البحوث الطبية (1966)، ومدرسة طب المناطق الحارة (1966)، والمجلس القومي للأمراض الحارة. البحث (1970)، ومعهد تكنولوجيا المختبرات الطبية. مدير معهد بحوث طب المناطق الحارة بمجلس البحوث الطبية بالسودان.

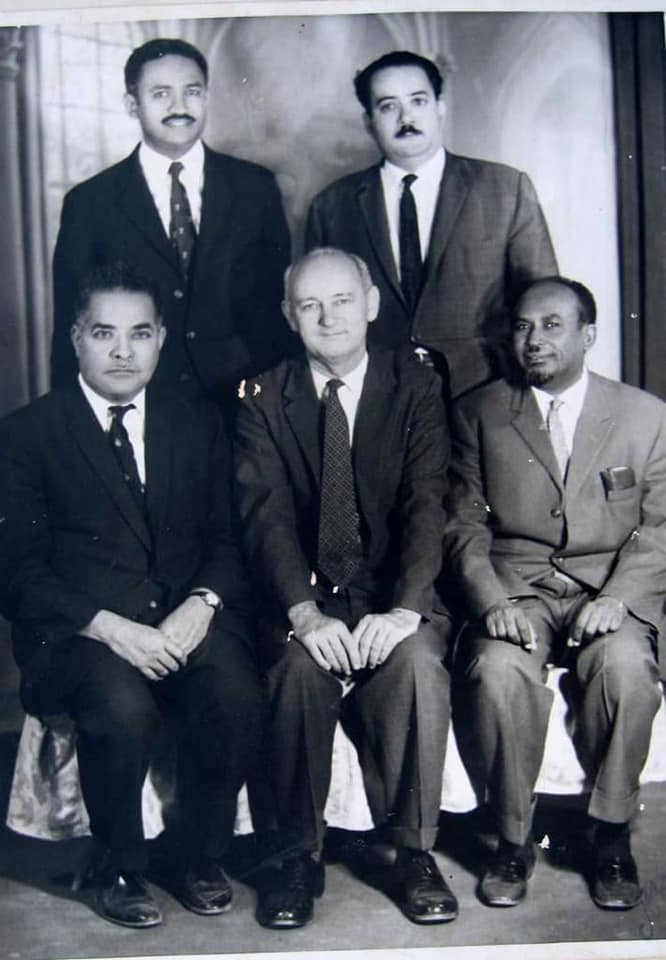
الصف الأول من اليسار منصور حسيب وإتش في مورغان وساتي. الصف الثاني أقصى اليسار أحمد محمد الحسن. كاليفورنيا. 1965

بمجرد تقاعده في عام 1969، أصبح مستشارًا لجمعية البحوث الطبية السودانية. عمل مع منظمة الصحة العالمية كاستشاري في علم الأوبئة ومستشار للصحة العامة لدراسة الآثار البيئية لبحيرة ناصر الناجمة عن السد العالي بأسوان، الجمهورية العربية المتحدة في عام 1970، وجمهورية اليمن الديمقراطية في عام 1972. وكان نائب رئيس لجنة خبراء منظمة الصحة العالمية لداء كلابية الذنب في عام 1986.
لم يكن لدى ساتي عيادة خاصة طوال حياته المهنية. كان معروفًا بكونه معلمًا ترفيهيًا يربط المعلومات العلمية بقصص من عمله الميداني. كان لدى ساتي نهج خيري للغاية في الطب حيث أعاد استخدام سيارته الخاصة كسيارة إسعاف.

## بحث
قام ساتي بعمل ميداني ومختبر مكثف حول داء الليشمانيات في شرق وجنوب السودان، والحمى الصفراء في جبال النوبة والكرموك،  شلل كلومبكي ومهاجرة اليرقات الجلدية في كردفان، وداء كلابية الذنب في بحر الغزال، والملاريا في شندي، التهاب الكبد سي، الكوليرا، داء البريميات على النوير، داء البلهارسيات في الجزيرة، التيفوئيد في غرب السودان، الجدري في قبيلة بني هلبة في سنجة، اليرقان في القضارف، البركانيوس في قبيلة مابانس التي تعيش في جنوب الفونج، داء الفيلاريات في الجنينة، الآثار السلبية لاستهلاك مياه آبار عالية النترات في قريتين بشمال كردفان، والجوانب الصحية لمشروع ري الرهد. قدم بحثه في المؤتمر الإيطالي الأول لطب المناطق الحارة في شرق إفريقيا، أسمرة، عام 1952، والمؤتمر الدولي لطب المناطق الحارة والملاريا (1958-1986). ترك إرثاً من التميز العلمي أكسبه لقب أبو البحث الطبي في السودان.

## الحياة الشخصية والوفاه

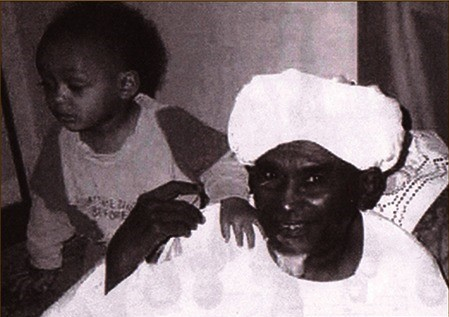
ساتي مع حفيده أحمد. كاليفورنيا. 1994

ساتي متزوج من الدكتورة فاطمة حسن النور ولديهما ثلاثة عشر طفلاً.
توفي ساتي يوم الثلاثاء الموافق 15/3/2005 لأسباب طبيعية ودفن في مقبرة فروج بالخرطوم.

## الجوائز والتكريم
حصل ساتي على جائزة شوشة من منظمة الصحة العالمية عام 1985، منحته جامعة الخرطوم الدكتوراه الفخرية في العلوم عام 1980، ومنحه المجلس الأعلى للدولة في السودان وسام النيلين، أعلى جائزة في البلاد في عام 1989. في عام 2011، تم إنشاء مؤسسة الدكتور ساتي للبحوث الطبية على شرفه.

## أنظر أيضا
- الهادي احمد الشيخ
- الشيخ محجوب جعفر
- محمد الأمين أحمد التوم